# Obraztsóvoie
Obraztsóvoie - Образцовое (rus) és un poble de la República d'Adiguèsia, a Rússia. És a 10 km a l'est de Guiaguínskaia i a 31 km al nord-est de Maikop. Pertany al possiólok de Novi.